# オキサシリン
オキサシリン（oxacillin；OX）は、β-ラクタム系抗生物質でメチシリン類似の抗菌・耐性菌活性を示す抗生物質である。
メチシリンの代わりにメチシリン耐性黄色ブドウ球菌 (MRSA) 検査用に繁用される。経口、注射で投与される。母核構造として6-アミノペニシラン酸を持つ。

## 分類
β-ラクタム系抗生物質

## 抗菌スペクトル
低範囲でペニシリナーゼやβ-ラクタマーゼを産生するグラム陽性菌やグラム陰性菌などに有効である。作用は殺菌的である。特にペニシリナーゼ抵抗性黄色ブドウ球菌に有効であるが、MRSAには無効である。

## 作用機序
ペニシリンと同様に、細菌細胞壁の構成成分であるペプチドグリカンの生合成を阻害する。ペプチドグリカン生合成に関与するトランスペプチダーゼを阻害し、細胞壁合成を阻害する。

## 適応症
ペニシリン耐性菌による感染症に用いる。

## 副作用
ペニシリン・ショックと言われるアナフィラキシー・ショック、肝障害などがあり、既往症のあるものには原則禁忌である。